# Neozygina balli
Neozygina balli är en insektsart som först beskrevs av Beamer 1932.  Neozygina balli ingår i släktet Neozygina och familjen dvärgstritar. Inga underarter finns listade i Catalogue of Life.